# Eparchia di Vraca
L'eparchia di Vraca (in bulgaro: Врачанска епархия) è un'eparchia della chiesa ortodossa bulgara con sede nella città di Vraca, in Bulgaria, presso la cattedrale dei Santi Apostoli. L'eparchia è divisa in tre vicariati: Vraca, Byala Slatina e Oryahovo.